# لا فالیت (تنسی)
لا فالیت(به انگلیسی: La Follette) شهری در ایالت تنسی کشور ایالات متحده آمریکا است که جمعیت آن در سرشماری سال ۲۰۱۰ میلادی، ۷٬۴۵۶ نفر بوده‌است.